# Loulan

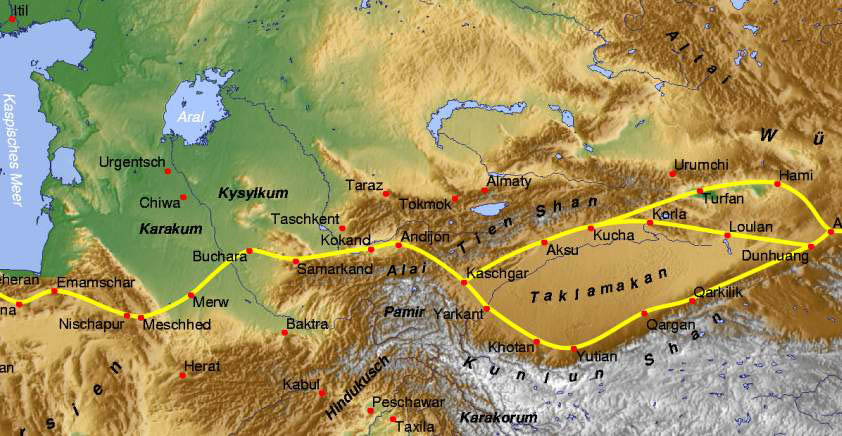
Loulans position längs den norra rutten av Sidenvägen.

Loulan (楼兰; Lóulán) eller Shanshan var ett forntida kungadöme och även namnet på en ruinstad i den  autonoma prefekturen Bayingolin i Xinjiang i nordvästra Kina. Loulan existerade från 100-talet f.Kr. till ca 330.
Loulan nämns i kinesiska källor för första gången 176 f.Kr. Loulan övergavs gradvis under 300-talet efter att området blivit helt omslutet av öken efter att Tarimfloden ändrat sin sträckning. De äldsta fynden från Loulan är daterade till 330.
År 1900 återupptäcktes ruinstadestaden Loulan av Sven Hedin under dennes Andra Centralasiatiska expedition och staden är idag en arkeologisk plats.

## Geografi
Loulan var baserad runt en oas i Lopöknen i östra delen av Tarimbäckenet i östra delen av Takla Makanöknen längs den norra rutten av Sidenvägen mellan Dunhuang och Korla. Ruinstaden Loulan ligger vid den uttorkade saltsjön Lop Nors västra strand i den autonoma prefekturen Bayingolin i regionen Xinjiang cirka 240 km nordöst om orten Chaqiliq och cirka 300 km sydöst om huvudorten Korla. 
Staden kan endast besökas med arrangerade turer, för besök på egen hand krävs särskilt tillstånd.

## Staden
Staden är nästan fyrkantig där den östra muren mäter cirka 333 meter, den södra cirka 329 meter och de västra och norra cirka 327 meter  och staden delas i två delar av en struktur som tros vara en konstgjord kanal. Stadens centrum består av en mängd ruiner däribland palats, tempel, pelare, torn, verkstäder och bostadshus. De flesta husen är byggda i adobe och på enstaka väggar finns ännu spår efter röd färg. Den mest framstående byggnaden som ännu finns bevarad är en cirka 10 meter hög buddhistiskt oktagonformad pagod i trä i stadens östra del.
Området består av flera delar, dels själva staden i den norra delen med omgivande försvarsanläggningar och dels ett område cirka 40 km sydväst om centrum med ytterligare bebyggelse samt begravningsplatsen väster om staden. Det hittills utgrävda området omfattar cirka 100 000 kvadratmeter. De flesta arkeologiska fynden är flyttade till Xinjiangmuseet i staden Ürümqi.
Geografen Henry Yule har identifierat ruinplatsen Loulan med den stad som Marco Polo kallade Lop, men flera arkeologer såsom Folke Bergman, Aurel Stein och Paul Pelliot ger inte medhåll till den teorin.
Området var tidigare bebott av Tokharerna som bland annat har kopplingar till Takla Makan-mumierna.
Drygt 20 km nordost om den huvudsakliga fyndplatsen finns ruinerna av en kvadratisk befäst anläggning som även ibland klassas som en forntida stad (LE-staden). 40°38′41″N 90°7′3″Ö / 40.64472°N 90.11750°Ö  En annan ruinstad från Loulan har även hittats drygt 57 km sydost om  Sven Hedins stad. Denna stad har en cirkulär stadsmur till skillnad från Hedins fyndplats som har rektangulär mur.

## Historia

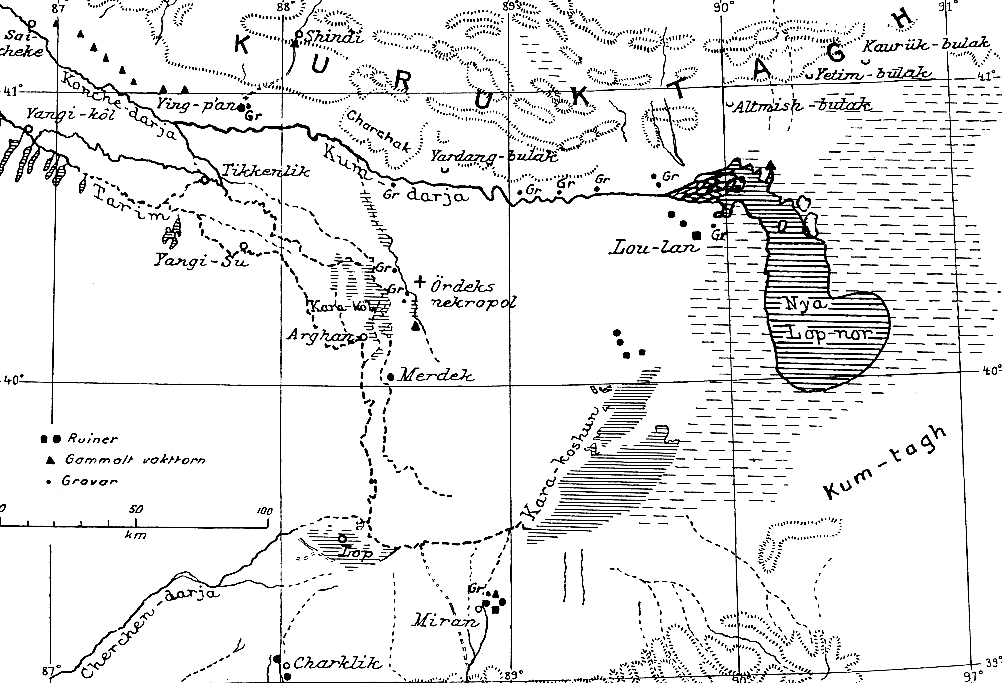
Folke Bergmans karta, 1935

Loulan omnämns första gången år 176 f.Kr. i ett brev till kejsaren Wendi men har troligen funnits innan dess. Under sin storhetstid hade Loulan över 10 000 invånare. Det kejserliga sändebudet Zhang Qian besökte staden 126 f.Kr. under dennes rekognoseringsresa längs Sidenvägen på uppdrag av kejsare Han Wudi och skrev då att "Loulan har rejäla försvarsmurar [...] herdarna vaktar sina djur som följer vattnet och gräset".
På grund av Loulans strategiska läge längs Sidenvägen var Kina i upprepade konflikter med Xiongnu om kontrollen över riket.
108 f.Kr. besegrades Loulan av den kinesiska Handynastin och fick betala tribut till kineserna. Efter att kungen av Loulan avlidit 92 f.Kr. skickade Xiongnu Chang Gui till Loulan som regent. 77 f.Kr. blev Chang Gui mördad av kineserna, varefter Loulan 55 f.Kr. kontrollerade av Handynastin och fick namnet Shanshan. Loulan blev nu en garnisonsstad i försvaret mot Xiongnufolket. 
Loulan övergavs gradvis under 300-talet efter att området blivit helt omslutet av öken efter att Tarimfloden ändrat sin sträckning. De äldsta fynden från Loulan är daterade till 330. Under Tangdynastins (618–907) första år avbefolkades området helt. Munken Xuanzang passerade Loulan 644 på väg hem från Indien och beskrev att "Det finns ett fort, men inte ett spår efter en människa".

## Arkeologi

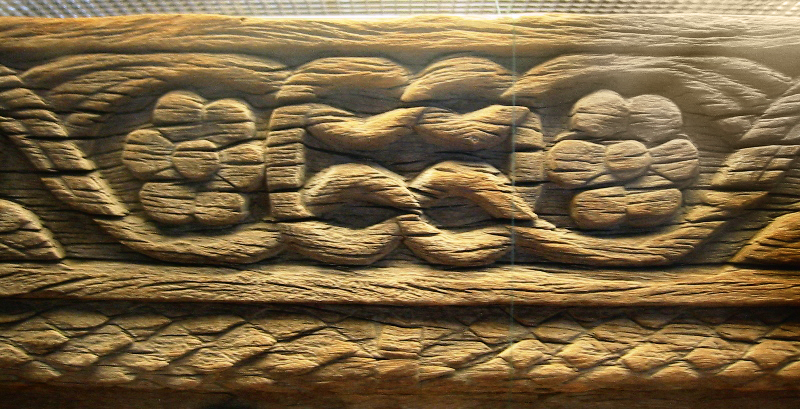
Träbricka från Loulan med kharosthiskrift

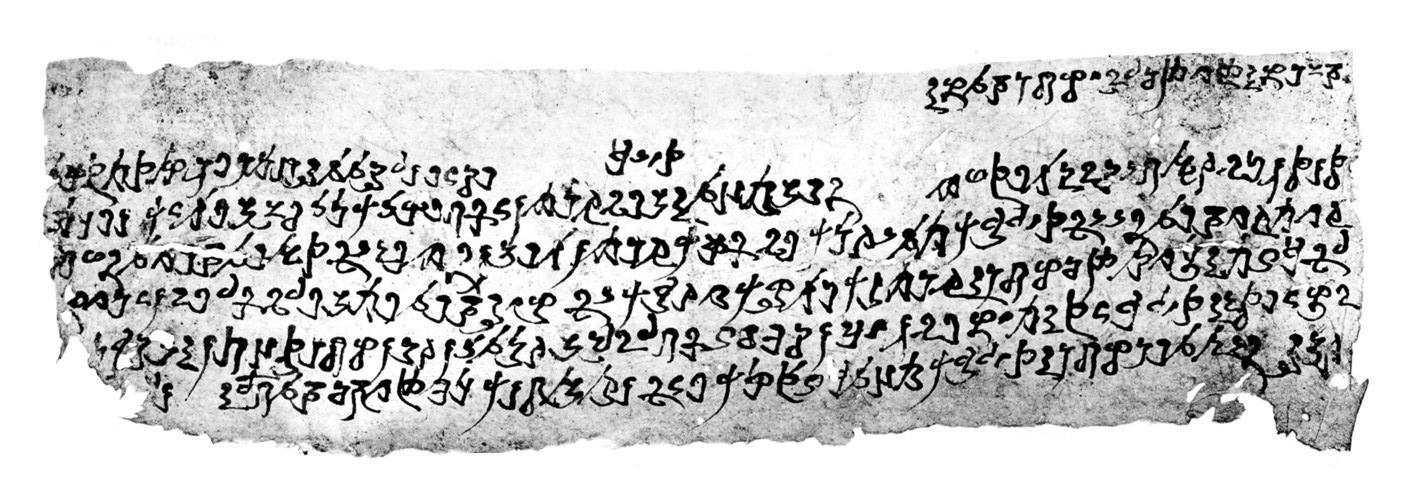
Pappersbit med kharosthiskrift hittad av Aurel Stein i Loulan

Den 28 mars 1900 återupptäckte Sven Hedin staden under sin Andra Centralasiatiska expedition. Han utforskade då området lite och upptäckte bland annat en träbricka med kharosthiskrift i en ruin och senare även ett trähjul och en stor mängd dokument i träsnide, siden och papper.
Åren 1905–1906 utforskades området av amerikanske Ellsworth Huntington. De första planerade utgrävningarna utfördes 1906–1907 av ungerske Aurel Stein. Han fortsatte sina utgrävningar även vid ett nytt besök 1914. Åren 1902–1914 utforskade även Berlins etnologiska museum området då man upptäckte ytterligare skrifter på sammanlagd 17 olika språk. Åren 1908–1909 besöktes området även av japanske Tachibana Zuichō och Ōtani Kōzui. Dessa återkom även åren 1910–1911.
Hedin återvände under den Fjärde Centralasiatiska expeditionen åren 1929–1935 flera gånger till området då han och bland andra Folke Bergman genomförde omfattande utgrävningar. Vid denna tid låg Loulan återigen vid sjökanten då sjön återigen hade ändrat läge. Området har sedan dess utforskats av ett flertal kinesiska expeditioner och fler och fler fynd kommit i dagen.
1979 och 1980 gjordes fortsatta utgrävningar av Chinese Academy of Social Sciences (CASS). 1979 och 2003 upptäcktes en mängd nya fynd vid begravningsplatsen Xiaohe väster om staden. Begravningsplatsen upptäcktes redan 1910 och utgrävningar påbörjades av Folke Bergman 1934 där han hittade Ördeks nekropol.